# Протесты на Куштау
Протесты на Куштау (башк. Ҡуштауҙағы протестар) — конфликт в Республике Башкортостан вокруг месторождения на шихане Куштау. Произошёл 3—16 августа 2020 года вследствие недовольства активистами действиями официальных властей, отдающих местные предприятия и землю лицам, не заинтересованным в развитии региона.
В результате Глава Республики Башкортостан Радий Хабиров дал обещание не разрабатывать Куштау, пока не будет найден компромисс. В конечном итоге в конфликт вмешалась центральная власть. Надзорное ведомство по поручению президента РФ Владимира Путина проверило приватизацию Башкирской содовой компании и 29 августа председатель Следственного комитета Александр Бастрыкин поручил центральному аппарату ведомства провести проверку отчуждения государственного пакета акций БСК.
Кризис явился следствием противостояния нескольких сил: с одной стороны — активисты, имеющие отношение к Башкирской общественной организации «Башкорт» в лице Фаиля Алсынова, Ришата Абсалямова и их сторонников.
С другой стороны — АО «Башкирская содовая компания» в лице чиновников Альберта Харисова, московского бизнесмена Дмитрия Пяткина, Александра Фраймана, Сергея Чирикова, Виктора Иламова.
А также официальные власти в лице Главы Республики Башкортостан.
19 августа 2023 года на Куштау прошёл праздник в честь трёхлетней годовщины протестов.

## Предыстория
В конце 2018 года врио Главы Республики Башкортостан Радий Хабиров заявил, что разработка месторождений известняка на Куштау может стать компромиссным вариантом для решения сырьевой проблемы «Башкирской содовой компании (БСК)», которая заявила об близкой выработке своих имеющихся месторождений. Планы промышленной разработки Куштау вызвали протесты местных жителей, опасавшихся ухудшения экологической ситуации, и активистов, считающих шиханы, в том числе и Куштау, одним из символом Башкортостана.
С 25 по 28 марта 2019 года в Республике Башкортостан состоялось выездное заседание Совета по правам человека при Президенте РФ, на котором поднимались вопросы сохранения Куштау.
6 августа 2019 года Совет по правам человека при Президенте РФ рекомендовал Минприроды РФ рассмотреть возможность создания национального парка «Башкирские шиханы», включающего шиханы Куштау, Торатау и Юрактау; «Башкирской содовой компании» изыскать возможности отказа от планов промышленной разработки Куштау и других шиханов; Правительству Республики Башкортостан придать Куштау статус памятника природы в соответствии со Схемой территориального планирования Республики Башкортостан и включить шихан Куштау в границы проектируемого геопарка Торатау.
В июне 2020 года «Сырьевая компания», дочерняя компания «Башкирской содовой компании» (БСК), заключила договор аренды лесного участка на горе Куштау для геологоразведочных работ с Министерством лесного хозяйства Башкирии.

## Хронология
События начались 31 июля 2020 года, во время празднования мусульманского праздника Курбан-байрам. В тот день активисты собрались у горы Куштау и узнали о том, что БСК начала вырубку леса на другом склоне шихана.
Организаторы Башкорта выступали за сохранение природных ресурсов, здоровый образ жизни и против социальной несправедливости. Экоактивисты выдвинули претензию официальным властям из-за того, что местные предприятия и землю отдают «московским лицам», не заинтересованным в развитии региона.
«На карьерах работают приезжие, а местное население вынуждено уезжать на заработки в другие регионы. Ну, а те, кто приезжают к нам, подкупают местных чиновников», — утверждал в ноябре 2018 года Алсынов.
Кроме того, гора Куштау в Башкортостане считается сакральной. С ней связаны  народный эпос, много легенд и преданий. Она считается важным символом культурного наследия башкир.
Согласно одному из мифов, четыре шихана являются "ногами башкирского народа", и хоть одну из них уже уничтожили, на трёх оставшихся он сможет устоять. Но если спилят вторую ногу, трон не удержится, и башкирский народ "падёт".
31 июля 2020 года активисты поставили несколько палаток у подножия горы Куштау, и когда 4 августа туда подъехала техника с лесорубами, экозащитники вышли им навстречу. Тогда, по словам активистов, хватило простого разговора — сотрудники БСК отступили.
5 августа к шихану приехали сотрудники ЧОП «Вершина», нанятые содовой компанией, и полиция стала задерживать собравшихся.
6 августа защитников Куштау снова попытались разогнать. Во время столкновений пострадали несколько человек. Задержанные в этот день экоактивисты получили по 3-5 суток ареста.
Вскоре палаточный лагерь защитников горы Куштау начал расти.
К 10 августа насчитывалось уже порядка 15-18 палаток. В ночь на 10 августа на активистов было совершено нападение со стороны молодых парней. По подсчетам главы «Башкорта» Фаиля, их было 250 человек, а также 70 ЧОПовцев.
Утром информация о нападении на лагерь распространилась по соцсетям, и поддержать палаточный лагерь приехали около пятисот человек.
12 августа в лагерь приехали из СПЧ по Башкортостану и сообщили, что все вопросы будут решать мирно.
15 августа числа активисты под руководством Фаиля Алсынова решили провести флешмоб-субботник. Но, как позже выяснилось, в этот же день на шихане собираются провести акцию под лозунгом «Достали» сотрудники БСК. В компании заявили, что высказаться против экопротеста и за создание рабочих мест пришли 3000 человек.
Поэтому в этот день субботник активистов был перенесён, чтобы избежать столкновений с сотрудниками БСК.
16 августа в воскресенье к горе приехали уже несколько тысяч активистов и Росгвардия. Во время протеста люди начали  кричать «Ҡуштау, йәшә!» (рус. «Куштау, живи!»). Активисты снесли часть забора, которым сотрудники БСК огородили шихан. Полиция не вмешивалась, вскоре после сноса забора на место приехал Радий Хабиров. Большую роль в урегулировании конфликта сыграл Александр Сидякин
Он призвал протестующих разойтись, пообещав прекратить работы, пока стороны не придут к компромиссу. Люди согласились уйти, если БСК уберет с горы всю технику и мусор — остатки поваленных активистами заборов.
В конечном итоге, активистам удалось отстоять гору Куштау от разработки её недр БСК.

## Влияние конфликта на судьбу БСК
Когда ситуация получила широкий общественный резонанс, в конфликт вмешался президент РФ Владимир Путин. Он поручил Генпрокуратуре разобраться с законностью сделки по снижению доли государства в БСК.
«У государства было 62 %, а внезапно стало 38 %. И как результат — приоритеты работы компании резко изменились. Прошу также прокуратуру провести проверку законности сделки, в результате которой был утрачен контроль за этими активами со стороны государства», — сказал президент.
Путин сообщил, что всю прибыль компания в лице её руководителя Дмитрия Пяткина выкачивает в свои офшоры во Франции, Швейцарии и Кипре.
«Бесконтрольное выкачивание денег без всяких обязательств, связанных с инвестициями, это такая печальная история», — отметил он.
Он поручил правительству в лице Михаила Мишустина и властям Башкирии разобраться с выводом денег БСК в оффшоры.
В результате конфликта компания БСК была национализирована. Башкирия получила в управление половину БСК. Часть акций перешла в собственность республики, часть в доверительное управление.
«Прошу правительство передать 38,3 процента акций Башкирской содовой компании в собственность Республики Башкортостан — собственно говоря, это то, что и было у Башкирии. Но кроме этого, ещё 11,7 % плюс одна акция, как мы договаривались, в том числе и с руководством республики, прошу передать в доверительное управление структурам, которые находятся под полным контролем правительства республики. И это значит, что республика сможет полноценно управлять этой компанией», — сказал Путин.
В пользу государства были истребованы 95,72 % акций, а Дмитрий Пяткин и Сергей Черников выведены из состава собственников за экономическую подоплеку деятельности компании, неуплату налогов и вывод средств в офшоры.

## Участие звёзд шоу-бизнеса в конфликте
Во время проведения акции выступили артисты башкирской эстрады группа «Каравансарай». Они исполнили песню, в которой восхвалялся глава Башкортостана Радий  Хабиров.
Поддержку защитникам шихана выразил рэпер Face, уроженец Уфы: в Instagram он выложил картинку с надписью «Я / Мы за Куштау». 
Также о шиханах высказались политики Евгений Ройзман и Алексей Навальный. А главный редактор радио «Эхо Москвы» Алексей Венедиктов обещал съездить в Башкирию и пообщаться с активистами, главой республики Радием Хабировым и представителями БСК. Также за сохранение шихана выступили известные артисты  Максим Галкин, Юрий Шевчук и другие.

## Память
Каждый год в конце Августа проводят праздник в честь победы на Куштау.